# Jaunjelgava
Jaunjelgava (németül: Friedrichstadt) kisváros Lettországban, a Daugava partján, a történelmi Sēlija régióban.

## Fekvése
Jaunjelgava a litván határ közelében, a Daugava folyó partján, Rigától 77 km-re délkeletre található.

## Lakossága
A 2004-es adatok szerint a város lakosságának 74,7%-a lett, 16,1%-a orosz, 2,3%-a fehérorosz, 2,9%-a litván, a fennmaradó 4,1%-a pedig egyéb nemzetiségű.

## Története
1590-ben Kettler Frigyes kurföldi és zemgalei herceg vásártartási jogot adományozott Jaunjelgavának. A település 1621-ben, a lengyel-svéd háborúk során teljesen elpusztult, majd 1646-ban Pomerániai Erzsébet Magdolna, Kettler Frigyes  özvegye alapította újra, aki férje emlékére Friedrichstadtnak nevezte el a települést, ahonnan a város német neve származik.

## Gazdasági élet, közlekedés

### Közlekedés
Jaunjelgava a Riga-Daugavpils-vasútvonal mentén helyezkedik el. Rigával elővárosi vonatközlekedés kapcsolja össze.